# Polona Baš
Polona Baš, nekdanji slovenski fotomodel, * 5. marec 1982, Maribor
Zmagala je na Miss Universe Slovenije 2003. Tekmovala je v finalu Miss Slovenije 2001. Pozirala je kot sanjsko dekle za slovensko izdajo revije Playboy leta 2007. Leta 2005 je nastopila na celjski modni reviji Petra Thalerja.
Dela v turizmu kot vodja recepcije.

## Mladost in študij
Srednjo šolo je obiskovala v Mariboru. Trenirala je ritmično gimnastiko, s čimer je prenehala zaradi poškodbe kolena. Njena najljubša športnica je bila Oksana Kostina.
Diplomirala je na Turistici - Visoki šoli za turizem.

## Zasebno
Visoka je 170 centimetrov. Je hči Ide Baš, radijske in televizijske napovedovalke.